# Futbol'nyj Klub Anži 2015-2016
Questa voce raccoglie le informazioni riguardanti il Futbol'nyj Klub Anži nelle competizioni ufficiali della stagione 2015-2016.

## Stagione
L'Anži si presentò ai nastri di partenza da neopromossa: riuscì ad ottenere la salvezza solo agli spareggi promozione / retrocessioni, battendo sia all'andata che al ritorno il Volgar' Astrachan', quarta classificata in PFN Ligi. In Coppa, entrato in scena direttamente ai sedicesimi di finale, batté in trasferta il Sokol Saratov, uscendo agli ottavi dopo aver perso la gara secca contro il Krasnodar.

## Maglie e sponsor
| Manica sinistra · Manica sinistra · Maglietta · Maglietta · Manica destra · Manica destra · Pantaloncini · Pantaloncini · Calzettoni · Calzettoni | Manica sinistra · Manica sinistra · Maglietta · Maglietta · Manica destra · Manica destra · Pantaloncini · Calzettoni |

## Rosa
| N. |                        | Ruolo | Calciatore       |
| -- | ---------------------- | ----- | ---------------- |
| 1  | Russia (bandiera)      | P     | David Jurčenko   |
| 3  | Russia (bandiera)      | D     | Ali Gadžibekov   |
| 4  | Serbia (bandiera)      | D     | Darko Lazić      |
| 5  | Russia (bandiera)      | D     | Aleksandr Žirov  |
| 6  | Armenia (bandiera)     | C     | Kaṙlen Mkrtčyan  |
| 7  | Russia (bandiera)      | D     | Kamil' Agalarov  |
| 8  | Paesi Bassi (bandiera) | C     | Lorenzo Ebecilio |
| 9  | Portogallo (bandiera)  | C     | Hugo Almeida     |
| 14 | Albania (bandiera)     | C     | Bernard Berisha  |
| 18 | Bielorussia (bandiera) | C     | Ivan Maeŭski     |

| N. |                           | Ruolo | Calciatore          |
| -- | ------------------------- | ----- | ------------------- |
| 20 | Niger (bandiera)          | C     | Moutari Amadou      |
| 25 | Ghana (bandiera)          | D     | Jonathan Mensah     |
| 27 | Russia (bandiera)         | P     | Mechti Dženetov     |
| 30 | Russia (bandiera)         | D     | Šamil' Gasanov      |
| 37 | Russia (bandiera)         | C     | Batraz Chadarcev    |
| 55 | Russia (bandiera)         | P     | Evgenij Pomazan     |
| 57 | Russia (bandiera)         | D     | Magomed Musalov     |
| 77 | Russia (bandiera)         | D     | Georgij Tigiev      |
| 87 | Russia (bandiera)         | C     | Il'ja Maksimov      |
| 88 | Russia (bandiera)         | C     | Anvar Gazimagomedov |
| 94 | Costa d'Avorio (bandiera) | A     | Yannick Boli        |
| 99 | Russia (bandiera)         | A     | Islamnur Abdulavov  |

## Risultati

### Campionato
| Kaspijsk 19 luglio 2015 1ª giornata | Anži | 0 – 1 referto | Kryl'ja Sovetov Samara | Anži-Arena |

| Kaspijsk 27 luglio 2015 2ª giornata | Anži | 1 – 3 referto | Lokomotiv Mosca | Anži-Arena |

| Chimki 1º agosto 2015 3ª giornata | CSKA Mosca | 1 – 0 referto | Anži | Arena Chimki |

| Kaspijsk 8 agosto 2015 4ª giornata | Anži | 2 – 3 referto | Dinamo Mosca | Anži-Arena |

| Perm' 14 agosto 2015 5ª giornata | Amkar Perm' | 1 – 1 referto | Anži | Stadio Zvezda |

| Kaspijsk 22 agosto 2015 6ª giornata | Anži | 1 – 1 referto | Ural | Anži-Arena |

| Mosca 29 agosto 2015 7ª giornata | Spartak Mosca | 1 – 2 referto | Anži | Otkrytie Arena |

| Kaspijsk 13 settembre 2015 8ª giornata | Anži | 0 – 2 referto | Terek Groznyj | Anži-Arena |

| Rostov sul Don 18 settembre 2015 9ª giornata | Rostov | 1 – 0 referto | Anži | Stadio Olimp-2 |

| Kaspijsk 26 settembre 2015 10ª giornata | Anži | 1 – 1 referto | Ufa | Anži-Arena |

| Krasnodar 3 ottobre 2015 11ª giornata | Kuban' | 1 – 1 referto | Anži | Stadio Kuban' |

| Kaspijsk 18 ottobre 2015 12ª giornata | Anži | 2 – 2 referto | Krasnodar | Anži-Arena |

| San Pietroburgo 24 ottobre 2015 13ª giornata | Zenit San Pietroburgo | 5 – 1 referto | Anži | Stadio Petrovskij |

| Kaspijsk 1º novembre 2015 14ª giornata | Anži | 1 – 2 referto | Rubin | Anži-Arena |

| Saransk 6 novembre 2015 15ª giornata | Mordovija | 4 – 0 referto | Anži | Start Stadion |

| Mosca 21 novembre 2015 16ª giornata | Lokomotiv Mosca | 0 – 2 referto | Anži | Stadio Lokomotiv |

| Kaspijsk 29 novembre 2015 17ª giornata | Anži | 1 – 1 referto | CSKA Mosca | Anži-Arena |

| Chimki 4 dicembre 2015 18ª giornata | Dinamo Mosca | 1 – 2 referto | Anži | Arena Chimki |

| Kaspijsk 7 marzo 2016 19ª giornata | Anži | 0 – 1 referto | Amkar Perm' | Anži-Arena |

| Ekaterinburg 12 marzo 2016 20ª giornata | Ural | 4 – 2 referto | Anži | SKB-Bank Arena |

| Kaspijsk 18 marzo 2016 21ª giornata | Anži | 0 – 4 referto | Spartak Mosca | Anži-Arena |

| Groznyj 2 aprile 2016 22ª giornata | Terek Groznyj | 3 – 2 referto | Anži | Achmat-Arena |

| Kaspijsk 8 aprile 2016 23ª giornata | Anži | 0 – 0 referto | Rostov | Anži-Arena |

| Ufa 17 aprile 2016 24ª giornata | Ufa | 2 – 0 referto | Anži | Neftyanik Stadium |

| Kaspijsk 24 aprile 2016 25ª giornata | Anži | 1 – 0 referto | Kuban' | Anži-Arena |

| Krasnodar 1º maggio 2016 26ª giornata | Krasnodar | 3 – 0 referto | Anži | Stadio Kuban' |

| Kaspijsk 7 maggio 2016 27ª giornata | Anži | 0 – 1 referto | Zenit San Pietroburgo | Anži-Arena |

| Kazan' 11 maggio 2016 28ª giornata | Rubin | 1 – 2 referto | Anži | Kazan Arena |

| Kaspijsk 15 maggio 2016 29ª giornata | Anži | 3 – 0 referto | Mordovija | Anži-Arena |

| Samara 21 maggio 2016 30ª giornata | Kryl'ja Sovetov Samara | 0 – 0 referto | Anži | Stadio Metallurg (Samara) |

#### Spareggi
| Astrachan' 24 maggio 2016 Andata | Volgar' Astrachan' | 0 – 1 referto | Anži | Stadio Centrale di Astrachan' |

| Kaspijsk 27 maggio 2016 Ritorno | Anži | 2 – 0 referto | Volgar' Astrachan' | Anži-Arena |

### Coppa di Russia
| Saratov 23 settembre 2015 Sedicesimi di finale | Sokol Saratov | 2 – 4 referto | Anži | Stadio Lokomotiv |

| Krasnodar 29 ottobre 2015 Ottavi di finale | Krasnodar | 3 – 1 referto | Anži | Stadio Kuban' |